# Asistent universitar
Asistent universitar este cea mai mică funcție didactică din învățământul superior din România, inferioară celei de Lector universitar. În cercetare, se echivalează cu funcția de Cercetător științific (cu condiția deținerii titlului de doctor).

## Condiții pentru ocuparea funcției
Funcția de Asistent universitar se ocupă prin concurs. Candidații trebuie să îndeplinească o serie de condiții minime, care sunt, potrivit legii:
- deținerea diplomei de doctor (pentru angajare pe durată determinată, este suficientă calitatea de doctorand);[2]
- în cazul învățământului superior medical, deținerea titlului de medic rezident;
- îndeplinirea standardelor stabilite la nivelul Universității sau facultății.[3]

## Activități desfășurate
Asistentul universitar desfășoară activități didactice și de cercetare, potrivit statului de funcții.
Norma didactică a unui asistent universitar este de 11 ore convenționale și poate cuprinde: 
- activități de seminar, lucrări practice și de laborator, îndrumare de proiecte de an;
- îndrumarea elaborării lucrărilor de licență;
- alte activități didactice, practice și de cercetare științifică înscrise în planurile de învățământ.[4]